# Un tren numit Darjeeling
Un tren numit Darjeeling (în engleză The Darjeeling Limited) este un film american de comedie-dramă din 2007. Acesta este regizat de Wes Anderson, produs împreună cu Scott Rudin⁠(d), Roman Coppola⁠(d) și Lydia Dean Pilcher⁠(d) în baza unui scenariu scris de Anderson, Roman Coppola și Jason Schwartzman⁠(d). Filmul îi are în rolurile principale pe Owen Wilson, Adrien Brody și Schwartzman în rolul celor trei frați plecați într-o „călătorie spirituală” în India la bordul unui tren de lux⁠(d) la un an după înmormântarea tatălui lor. În distribuție mai apar Waris Ahluwalia⁠(d), Amara Karan⁠(d), Barbet Schroeder⁠(d) și Anjelica Huston, iar Natalie Portman, Camilla Rutherford⁠(d), Irrfan Khan⁠(d) și Bill Murray au roluri cameo.
Filmul a fost lansat pe 26 octombrie 2007 de Fox Searchlight Pictures. Acesta a primit recenzii pozitive din partea criticilor și a câștigat 35 de milioane de dolari în comparație cu bugetul său de 17,5 milioane de dolari.  Filmul a avut premiera la cea de-a 64-a ediție a Festivalului Internațional de Film de la Veneția⁠(d) și a fost desemnat drept unul dintre cele mai bune filme ale anului la Premiile NYFCO⁠(d) în 2007.
Hotelul Chevalier⁠(d), regizat de Anderson cu Schwartzman și Portman în rolurile principale, reprezintă un prolog pentru film.

## Rezumat
Un om de afaceri nu reușește să prindă trenul – intitulat „Darjeeling Limited⁠(d)” – care părăsește gara; în schimb, un bărbat mai tânăr, Peter Whitman, prinde ultimul vagon. Acesta se reîntâlnește cu frații săi, Francis și Jack, la bordul trenului; cei trei nu s-au mai văzut de la înmormântarea tatălui lor.
Francis, cel mai în vârstă dintre frați, a supraviețuit recent unui accident de motocicletă aproape fatal (capul și fața fiindu-i acoperite cu pansament) și dorește să-și refacă relația cu frații săi pe parcursul unei călătorii de autodescoperire spirituală. De asemenea, o caută în secret pe mama lor, Patricia, pe care aceștia nu au mai văzut-o de foarte mulți ani. Cu ajutorul asistentului său Brendan, Francis organizează cu strictețe călătoria și confiscă pașapoartele fraților săi pentru a-i împiedica să coboare din tren. Cei trei sunt în continuare afectați de moartea tatălui lor: toți trei poartă obiecte cu inițialele sale sau care i-au aparținut acestuia.
Trenul străbate mediul rural indian și trece pe lângă numeroase temple hinduse⁠(d), iar pe parcursul călătoriei, Jack - cel mai tânăr dintre frați - și Peter sunt înfuriați de comportamentul său. Francis le dezvăluie în cele din urmă că-și vor întâlni mama, care a devenit călugăriță la o mănăstire creștină din  Munții Himalaya. Cei doi sunt deranjați de această veste, Peter fiind conștient că aceștia nu ar fi luat parte la călătorie dacă ar fi știu scopul acesteia. Cei trei au o altercație fizică în tren, deranjându-i pe ceilalți pasageri, iar șeful de tren decide să-i dea jos din tren. Brendan își dă demisia și urcă în tren, însă nu înainte să le înmâneze fraților o scrisoare din partea mamei lor; aceasta le transmite că nu dorește să-i întâlnească. Într-un final, aceștia decid să părăsească India, să-și continue viața și să nu mai revină niciodată.
După o drumeție prin sălbăticie, frații observă trei băieți în pericol de înec, după ce pluta lor este luată de ape. Jack și Francis reușesc să salveze doi dintre ei, însă al treilea își pierde viața. Aceștia duc cadavrul băiatului în satul natal, unde își petrec noaptea și sunt tratați cu bunăvoință. Participă la înmormântare a doua zi și experimentează un flashback⁠(d): cei trei frați (însoțiți de Alice, soția lui Peter) sunt pe drum către înmormântarea tatălui lor și se opresc să-i ridice mașina de la un service auto, deși reparația nu este completă. În următoarea scenă, se dezvăluie că tatăl lor a murit într-un accident de mașină, iar mama acestora nu a participat la înmormântare.
Înapoi în prezent, frații ajung la aeroport, dar decid brusc să-și rupă biletele și să meargă în vizită la mama lor. Aceștia ajung la mănăstire, unde mama lor Patricia este surprinsă, dar foarte bucuroasă să-i vadă (și Francis recunoaște cu timiditate că accidentul său a fost de fapt o tentativă de sinucidere⁠(d)). În acea noapte, după ce frații își acuză propria mamă de abandon, întreaga familie cugetă împreună și își reconstruiesc relația. Frații se trezesc în dimineața următoare și își găsesc mama plecată și, după micul-dejun, decid să plece.
În gară, cei trei frați aleargă după un alt tren - numit „Bengal Lancer” - și își abandonează toate obiectele moștenite de la tatăl lor în încercarea de a-l prinde. La bord, Francis se oferă să le înapoieze pașapoartele fraților săi, dar Peter și Jack îi spun să le păstreze. Francis le spune: „Hai să mergem să bem ceva și să fumăm o țigară”. Cei trei își părăsesc compartimentul.

## Distribuție
- Owen Wilson - Francis
- Adrien Brody - Peter
- Jason Schwartzman - Jack
- Amara Karan - Rita
- Wallace Wolodarsky - Brendan
- Waris Ahluwalia - Șeful de tren
- Irrfan Khan - Tatăl
- Barbet Schroeder - Mecanicul
- Camilla Rutherford - Alice
- Bill Murray - Omul de afaceri
- Anjelica Huston - Patricia
- Kumar Pallana - Bătrânul
- Gurdeep Singh - Șeful de tren - Bengal Lancer
- Natalie Portman - Rhett